# Barclays Global Investors
Barclays Global Investors (рус. Барклайс Глобал Инвесторс) — подразделение британского банка Barclays. Размер активов под управлением $2.1 трлн на 30 июня 2009 года.

## История
Компания основана в 1971 году, как инвестиционное подразделение британского банка Barclays.
В декабре 2009 года приобретен инвестиционной компанией BlackRock за $13,5 млрд долларов и прекратил существование в качестве отдельной структуры. Оплата частично осуществлялась акциями новой компании (37,8 млн акций), деньгами были выплачено $6,6 млрд долларов.

## Деятельность
Barclays Global Investors предлагает индивидуальным (частным) клиентам инвестировать в инвестиционные фонды (mutual fund, closed-end-fund, ETFs), размер активов под управлением $1 трлн.
Институциональным клиентам (инвестиционные и страховые компании, пенсионные фонды) оказывает доверительное управление, фидуциарные и трастовые услуги через дочерние компании (с активами на 30 июня 2009 года). 
- Barclays Global Investors, N.A. с активами $500 млрд

- Barclays Global Fund Advisors с активами $400 млрд

На 2009 год у компании 3000 институциональных клиентов.
Головной офис располагался в Сан-Франциско, США. Имелись исследовательские подразделения в Лондоне, Сиднее, Токио, Торонто.

## Руководство
Последний управляющий компании — Блэйк Гроссман.